# Microligia luteitincta
Microligia luteitincta là một loài bướm đêm trong họ Geometridae.